# Цвинге (коммуна)
Цвинге (нем. Zwinge) — община в Германии, в земле Тюрингия.
Входит в состав района Айхсфельд. Подчиняется управлению Айксфельд-Зюдхарц. Население составляет 440 человек (на 31 декабря 2006 года). Занимает площадь 5,17 км².